# Аерозин 50
Аерозин 50 (іноді просто аерозин; англ. aerozine 50) — сумішеве ракетне паливо з високою температурою кипіння для рідинних ракетних двигунів, що є сумішшю несиметричного диметилгідразину (НДМГ) та гідразину в пропорції 1:1 (за масою).
Щільність при 20 °C дорівнює 0,899 г/см3. Температура кипіння близько 70 °C. Температура плавлення -7,3 °C.
При зберіганні в герметичній ємності аерозин стійкий (не розшаровується), стійкий до удару. Неагресивний щодо алюмінію і нержавіючої сталі. Токсичний. 
Питомий імпульс чистого гідразину вище, ніж у НДМГ, але за експлуатаційними характеристиками він незручний — наприклад, схильний до вибухового саморозкладу і замерзає при температурі, близькій до 0 °C. НДМГ стабільний, але менш ефективний, оскільки має менші питомий імпульс і щільність. Зате температура замерзання НДМГ, -57°C, набагато нижче, ніж у гідразину. Для досягнення компромісу, гідразин стабілізують НДМГ, в результаті виходить стабільне паливо з температурою замерзання нижче, ніж у гідразину, але ефективніше і з більшою щільністю, ніж чистий НДМГ.
На відміну від чистого гідразину, аерозин не може бути використаний як однокомпонентне паливо. Застосовується з окисниками на основі азотної кислоти або азотного тетраоксиду.
Аерозин активно використовувався NASA для двигунів космічних апаратів, зокрема, космічних кораблів «Аполлон» (у тому числі їх місячних модулів), у ракетах «Сатурн» (тільки для повторного запуску третього ступеня) та «Титан» (як основне пальне). 